# Andrea Wolfer
Andrea Wolfer née le 16 décembre 1987 à Zurich, est une coureuse cycliste suisse.

## Biographie
Andrea Wolfer nait  le 16 décembre 1987,. Son père est Bruno Wolfer, cycliste professionnel entre 1976 et 1983.
Elle termine sa carrière en 2013.

## Palmarès sur route
- 2005
  -  Championne de Suisse sur route juniors
- 2009
  - Kirchheim unter Teck
  - GP Vallaton
  - 3e du championnat de Suisse sur route
- 2011
  - Grand Prix Cham-Hagendorn
- 2012
  - 2e du championnat de Suisse sur route
  - 3e du championnat de Suisse du contre-la-montre

## Palmarès sur piste

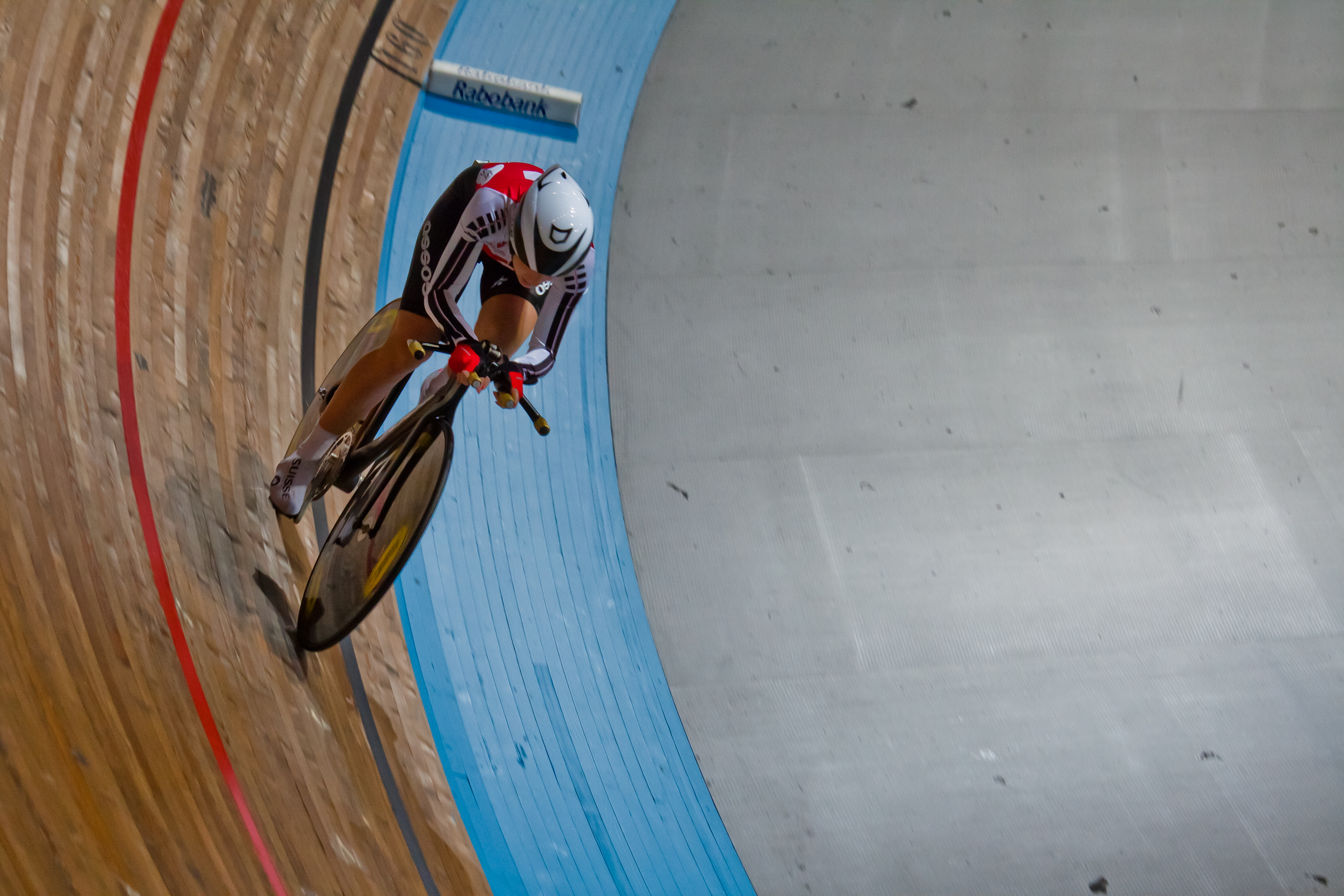
Wolfer au championnat d'Europe sur piste 2011

### Championnats du monde
- Championnats du monde de cyclisme sur piste juniors 2005
  -  Championne du monde juniors de la course aux points
- Pruszkow 2009
  - 8e du scratch
  - 13e de la course aux points
- Ballerup 2010
  - 12e de la course aux points
  - 14e du scratch

### Coupe du monde
- 2008-2009
  - 3e du scratch à Copenhague

### Championnats nationaux
- 2003
  - 2e de l'omnium
- 2004
  - 2e de l'omnium
- 2005
  -  Championne de Suisse de la course aux points juniors
  - 3e de l'omnium
- 2006
  - 3e de l'omnium
- 2007
  -  Championne de Suisse de l'omnium
- 2008
  -  Championne de Suisse de l'omnium
- 2009
  -  Championne de Suisse de l'omnium
- 2011
  - Grand Prix Cham-Hagendorn
  - 2e de l'omnium
- 2012
  -  Championne de Suisse de l'omnium

### Autres
- 2008
  - Grand Prix International Ville de Barcelone (Course aux points)

## Palmarès en cyclo-cross
- 2006
  - 2e du championnat de Suisse